# 30 Batalion Saperów (1939)
30 batalion saperów (30 bsap) – pododdział saperów Wojska Polskiego II RP z okresu kampanii wrześniowej.
Batalion nie występował w pokojowej organizacji wojska. Został sformowany w 1939 przez 6 batalion saperów z Brześcia

## Formowanie i działania
Wiosną 1939 6 batalion saperów z Brześcia sformował w alarmie 30 batalion saperów dla 30 Poleskiej Dywizji Piechoty. Osiągnął on gotowość do działań w okresie od 24 marca a 24 kwietnia 1939.

## Struktura i obsada etatowa
Obsada personalna we wrześniu 1939:
Dowództwo batalionu
dowódca – kpt. inż. Jerzy Skalski
zastępca dowódcy – ppor. rez. mgr Jerzy Zdzisław Śliwiński
kwatermistrz – por. inż. Piotr Paweł Budziszewski
oficer żywnościowy – por. Tadeusz Gruszczyński
lekarz – por. lek. Mojsej Wolf
Pododdziały
- 1 kompania saperów – por. Edmund Staniszewski
- 2 kompania saperów – por. Jerzy Jakubowski
- 3 zmotoryzowana kompania saperów – kpt. inż. Jerzy Kiffer
- kolumna saperska – ppor. inż. Bronisław Szwedowski
- kolumna pontonowa – ppor. Stefan Polaczek